# Březník
Březník är en ort i Tjeckien.   Den ligger i regionen Vysočina, i den sydöstra delen av landet, 160 km sydost om huvudstaden Prag. Březník ligger 367 meter över havet och antalet invånare är 635.
Terrängen runt Březník är lite kuperad. Runt Březník är det ganska tätbefolkat, med 56 invånare per kvadratkilometer. Närmaste större samhälle är Náměšť nad Oslavou, 4,7 km nordväst om Březník. Trakten runt Březník består till största delen av jordbruksmark.